# 태탄군
태탄군(苔灘郡)은 조선민주주의인민공화국 황해남도 중서부에 있는 군이다.

## 지리
옹진반도 북쪽의 해안가에 있다. 서쪽은 황해와 접하며, 남쪽은 옹진군, 동남쪽은 벽성군, 동북쪽은 신천군, 북쪽은 삼천군, 서북쪽은 장연군과 룡연군에 면한다. 북쪽과 남쪽에는 산지가 있고, 중앙부를 동서로 가로질러 평야가 발달했다.

## 역사
1952년 12월, 장연군의 목감면, 속달면, 후남면과 벽성군의 대차면, 운산면의 6개 리와 옹진군 가천면의 3개 리를 합병해 태탄군(태탄읍, 18개 리)을 신설했다.

## 행정 구역
- 태탄읍 (苔灘邑)
- 성남리 (城南里)
- 대진리 (大進里)
- 옥암리 (玉岩里)
- 수동리 (水洞里)
- 과산리 (果山里)
- 류정리 (柳亭里)
- 지촌리 (芝村里)
- 운산리 (雲山里)
- 학천리 (鶴川里)
- 공세리 (公稅里)
- 목감리 (牧甘里)
- 삼봉리 (三峰里)
- 무산리 (茂山里)
- 기암리 (基岩里)
- 부양리 (釜陽里)